# Natalja Korosteljova
Natalja Korosteljova (ryska: Ната́лья Коростелёва), född 4 oktober 1981, är en rysk längdåkare som har tävlat i världscupen sedan säsongen 2002/2003 och hennes första pallplats kom 2003 i stafett. 
Korosteljova har fram till och med februari 2010 en seger i världscupen från Düsseldorf i teamsprint. 
Hon har deltagit vid samtliga världsmästerskap från 2003 till 2009. Hennes bästa placering individuellt är en nionde plats från VM 2003 i sprint. Hon var vid samma mästerskap med i det ryska stafettlaget som blev bronsmedaljörer. 
Hon deltog vid Olympiska vinterspelen 2010 där hon blev bronsmedaljör i teamstafett tillsammans med Irina Chazova. De blev bara slagna av Tyskland och Sverige.